# Leaving Las Vegas
Leaving Las Vegas és una pel·lícula franco-americano-britànica dirigida per Mike Figgis, estrenada el 1995. Aquesta pel·lícula ha estat doblada al català.

## Argument
Després de ser acomiadar a la societat de producció on treballava, Ben, guionista alcohòlic, decideix marxar cap a Las Vegas. Pren una cambra en un hotel llastimós, prop dels bars sempre oberts, per tal d'acabar la seva vida per l'alcohol. Troba Sera, una prostituta, qui l'allotjarà per seguir-lo en els seus últims instants.
Ben demana a Sera que no li demani mai que pari de beure, sacrifici que Sera farà a contracor. Aquest pacte acaba entre Ben i Sera com una gran prova d'amor, ja que incita els 2 personatges a acceptar els errors i els defectes de l'altre. Això porta Ben i Sera a renunciar, per amor, a voler canviar l'altre.
La pel·lícula ensenya també el costat sòrdid de la prostitució.

## Repartiment
- Nicolas Cage: Ben Sanderson
- Elisabeth Shue: Sera
- Julian Sands: Yuri
- Richard Lewis: Peter
- Steven Weber: Marc Nussbaum
- Kim Adams: Sheila
- Emily Procter: Debbie
- Valeria Golino: Terri
- Carey Lowell: Bank Teller
- Thomas Kopache: M. Simpson

## Al voltant de la pel·lícula
- Leaving Las Vegas va ser parodiada a Eating Las Vegas de Tracy Fraim.

## Premis i nominacions

### Premis
- 1995: Conquilla de Plata al millor director per Mike Figgis
- 1995: Conquilla de Plata al millor actor per Nicolas Cage
- 1996: Oscar al millor actor per Nicolas Cage
- 1996: Globus d'Or al millor actor dramàtic per Nicolas Cage

### Nominacions
- 1995: Conquilla d'Or
- 1996: Oscar al millor director per Mike Figgis
- 1996: Oscar a la millor actriu per Elisabeth Shue
- 1996: Oscar al millor guió adaptat per Mike Figgis
- 1996: Globus d'Or a la millor pel·lícula dramàtica
- 1996: Globus d'Or al millor director per Mike Figgis
- 1996: Globus d'Or a la millor actriu dramàtica per Elisabeth Shue
- 1996: BAFTA al millor actor per Nicolas Cage
- 1996: BAFTA a la millor actriu per Elisabeth Shue
- 1996: BAFTA al millor guió adaptat per Mike Figgis